# (35573) 1998 HH9
1998 HH9 (asteroide 35573) é um asteroide da cintura principal. Possui uma excentricidade de 0.18076080 e uma inclinação de 10.21070º.
Este asteroide foi descoberto no dia 18 de abril de 1998 por Spacewatch em Kitt Peak.